# Центральна Пог'янмаа
Центральна Пог'янмаа (фін. Keski-Pohjanmaa) — приморська провінція Фінляндії, була в ляні Західна Фінляндія. 
Населення — 68 299 осіб , щільність населення 13,61 ос./км² . Загальна площа — 6462,95 км²: морська акваторія — 1244,88 км², суходіл — 5218,07 км², у тому числі площа прісноводних водойм — 199,53 км². Адміністративний центр — муніципалітет Коккола (понад 2/3 від загального населення краю). Шведська назва провінції — «Mellersta Österbotten», «Центральна Остроботнія».

## Адміністративний поділ
До складу провінції входять 8 муніципалітетів, з них 2 міських, та 6 загальних. Муніципалітети згруповані у два субрегіони: Каустінен,
Коккола.
| Герб | Назва     | Фінська назва | Населення (осіб) | Площа (км²) | Щільність (осіб/км²) | Тип муніципа- літету | Субрегіон |
| ---- | --------- | ------------- | ---------------- | ----------- | -------------------- | -------------------- | --------- |
|      | Галсуа    | Halsua        | 1,287            | 428,33      | 3,12                 | загальний            | Каустінен |
|      | Каннус    | Kannus        | 5,729            | 470,65      | 12,24                | міський              | Коккола   |
|      | Каустінен | Kaustinen     | 4,294            | 361,12      | 12,13                | загальний            | Каустінен |
|      | Коккола   | Kokkola       | 46,277           | 1485,93     | 32,04                | міський              | Коккола   |
|      | Лестиярві | Lestijärvi    | 0,856            | 559,06      | 1,78                 | загальний            | Каустінен |
|      | Перго     | Perho         | 2,936            | 775,19      | 3,93                 | загальний            | Каустінен |
|      | Тоголампі | Toholampi     | 3,467            | 616,88      | 5,70                 | загальний            | Каустінен |
|      | Ветелі    | Veteli        | 3,453            | 520,91      | 6,87                 | загальний            | Каустінен |